# Handebol nos Jogos Olímpicos de Verão da Juventude de 2010 - Feminino
O torneio feminino de handebol nos Jogos Olímpicos de Verão da Juventude de 2010  ocorreu entre 20 e 25 de agosto no salão 602 do Centro Internacional de Convenções e Exposições Suntec Singapura. Seis equipes participaram do evento, qualificadas através de torneios continentais.

## Medalhistas
|  | DEN Dinamarca |  | RUS Rússia |  | BRA Brasil |
|  | Anne Sofie Ernstroem Camilla Madsen Camilla Fangel Julie Parkhoei Signe Pedersen Nicoline Skals Mathilde Bjerregaard Pernille Clausen Mathilde Juncker Sara Smidemann Amanda Engelhardt Brogaard Rikke Ebbesen Rikke Iversen Cecilie Woller |  | Daria Vakhterova Irina Zagaynova Tamara Chopikyan Nadezda Koroleva Oxana Korobkova Nadezda Pastukh Anna Shukalova Ksenia Milova Veronika Garanina Natalia Anisimova Oxana Kondrashina Nataliya Danshina Victoria Divak Ekaterina Chernobrovina |  | Laís da Silva Thayanne Lopes Francielle da Rocha Keila Alves Juliana de Araújo Fernanda Marques Patrícia da Silva Larissa Araújo Isadora Garcia Deborah Hannah Nunes Ana Eduarda Vieira Caroline Martins Mirian Galvão Daise Souza |

## Formato
As seis equipes foram divididas em dois grupos de três equipes, onde cada uma realizou dois jogos dentro do seu respectivo grupo. As duas primeiras colocadas de cada grupo classificaram-se as semifinais e as últimas para a disputa do quinto lugar. Nas semifinais, os vencedores disputaram a final e os perdedores a medalha de bronze.

## Resultados

### Preliminares
|  | Equipes classificadas às semifinais |

#### Grupo A
| Equipe     | P | J | V | E | D | GP | GC | SG  |
| ---------- | - | - | - | - | - | -- | -- | --- |
| RUS Rússia | 4 | 2 | 2 | 0 | 0 | 76 | 42 | +34 |
| BRA Brasil | 2 | 2 | 1 | 0 | 1 | 50 | 62 | -12 |
| ANG Angola | 0 | 2 | 0 | 0 | 2 | 49 | 71 | -22 |

Todas as partidas seguem o horário da Singapura (UTC+8)
| 20 de agosto | Brasil BRA            | 20 – 35          | RUS Rússia                                                                            | Centro Internacional de Convenções, Singapura |
| 14:00        | Juliana de Araújo (5) | (8–15) Relatório | Ksenia Milova, Veronika Garanina, Nataliya Danshina, Ekaterina Chernobrovina (6 cada) | Árbitro: FRA C. Bonaventura e J. Bonaventura  |

| 21 de agosto | Angola ANG            | 27 – 30           | BRA Brasil              | Centro Internacional de Convenções, Singapura |
| 14:00        | Albertina Mambrio (7) | (16–16) Relatório | Francielle da Rocha (7) | Árbitro: JPN K. Hizaki e T. Ikebuchi          |

| 22 de agosto | Rússia RUS                                          | 41 – 22           | ANG Angola                                     | Centro Internacional de Convenções, Singapura |
| 14:00        | Nataliya Danshina, Ekaterina Chernobrovina (7 cada) | (22–10) Relatório | Sara Cristina Luis, Albertina Mambrio (6 cada) | Árbitro: ISL J. Eliasson e L. Gudjonsson      |

#### Grupo B
| Equipe          | P | J | V | E | D | GP | GC | SG  |
| --------------- | - | - | - | - | - | -- | -- | --- |
| DEN Dinamarca   | 4 | 2 | 2 | 0 | 0 | 81 | 19 | +62 |
| KAZ Cazaquistão | 2 | 2 | 1 | 0 | 1 | 60 | 56 | +4  |
| AUS Austrália   | 0 | 2 | 0 | 0 | 2 | 20 | 86 | -64 |

| 20 de agosto | Austrália AUS         | 4 – 41           | DEN Dinamarca                           | Centro Internacional de Convenções, Singapura |
| 15:45        | Victoria Fletcher (2) | (3–21) Relatório | Signe Pedersen, Nicoline Skals (7 cada) | Árbitro: GER L. Schaller e S. Wutzler         |

| 21 de agosto | Cazaquistão KAZ        | 45 – 16          | AUS Austrália        | Centro Internacional de Convenções, Singapura |
| 15:45        | Yevgeniya Latkina (18) | (20–8) Relatório | Monika Najdovski (5) | Árbitro: TUN S. Krichene e S. Makhlouf        |

| 22 de agosto | Dinamarca DEN      | 40 – 15          | KAZ Cazaquistão                               | Centro Internacional de Convenções, Singapura |
| 15:45        | Signe Pedersen (7) | (18–9) Relatório | Yevgeniya Latkina, Tatyana Kurassova (5 cada) | Árbitro: BRA D. da Costa e H. da Costa        |

### Fase final
|  | Semifinais           | Semifinais           |    |                      | Final                | Final |  |
|  |                      |                      |    |                      |                      |       |  |
|  | 23 de agosto – 15:00 |                      |    |                      |                      |       |  |
|  | RUS Rússia           | 41                   |    |                      |                      |       |  |
|  | KAZ Cazaquistão      | 19                   |    |                      |                      |       |  |
|  |                      |                      |    |                      |                      |       |  |
|  |                      |                      |    |                      | 25 de agosto – 18:00 |       |  |
|  |                      |                      |    |                      | RUS Rússia           | 26    |  |
|  |                      | DEN Dinamarca        | 28 |                      |                      |       |  |
|  |                      |                      |    |                      |                      |       |  |
|  |                      |                      |    |                      |                      |       |  |
|  |                      |                      |    |                      | 3º lugar             |       |  |
|  | 23 de agosto – 18:00 | 23 de agosto – 18:00 |    | 25 de agosto – 13:00 | 25 de agosto – 13:00 |       |  |
|  | BRA Brasil           | 25                   |    | KAZ Cazaquistão      | 23                   |       |  |
|  | DEN Dinamarca        | 30                   |    |                      | BRA Brasil           | 45    |  |

#### Semifinal
| 23 de agosto | Rússia RUS                                   | 41 – 19           | KAZ Cazaquistão       | Centro Internacional de Convenções, Singapura |
| 15:00        | Tamara Chopikyan, Veronika Garanina (7 cada) | (18–10) Relatório | Dinara Ulumbetova (5) | Árbitro: JPN K. Hizaki e T. Ikebuchi          |

| 23 de agosto | Brasil BRA         | 25 – 30           | DEN Dinamarca      | Centro Internacional de Convenções, Singapura |
| 18:00        | Larissa Araújo (5) | (12–18) Relatório | Signe Pedersen (9) | Árbitro: FRA C. Bonaventura e J. Bonaventura  |

#### Disputa pelo 5º lugar
Primeiro jogo
| 23 de agosto | Angola ANG         | 37 – 12          | AUS Austrália         | Centro Internacional de Convenções, Singapura |
| 13:00        | Ngalula Kanka (11) | (15–9) Relatório | Victoria Fletcher (5) | Árbitro: TUN S. Krichene e S. Makhlouf        |

Segundo jogo
| 24 de agosto | Austrália AUS                          | 12 – 39          | ANG Angola         | Centro Internacional de Convenções, Singapura |
| 13:00        | Sally Cash, Victoria Fletcher (3 cada) | (8–16) Relatório | Ngalula Kanka (11) | Árbitro: ISL J. Eliasson e I. Gudjonsson      |

#### Disputa pelo bronze
| 25 de agosto | Cazaquistão KAZ        | 23 – 45           | BRA Brasil               | Centro Internacional de Convenções, Singapura |
| 13:00        | Yevgeniya Latkina (11) | (12–24) Relatório | Francielle da Rocha (13) | Árbitro: JPN K. Hizaki e T. Ikebuchi          |

#### Final
| 25 de agosto | Rússia RUS            | 26 – 28           | DEN Dinamarca      | Centro Internacional de Convenções, Singapura |
| 18:00        | Nataliya Danshina (7) | (15–11) Relatório | Signe Pedersen (7) | Árbitro: ISL J. Eliasson e I. Gudjonsson      |

## Classificação final
| Pos.              | Equipe          |
| ----------------- | --------------- |
| Medalha de ouro   | DEN Dinamarca   |
| Medalha de prata  | RUS Rússia      |
| Medalha de bronze | BRA Brasil      |
| 4                 | KAZ Cazaquistão |
| 5                 | ANG Angola      |
| 6                 | AUS Austrália   |